# Ponte di Chabarovsk
Il ponte di Chabarovsk, conosciuto anche come ponte sull'Amur, è un ponte stradale e ferroviario che attraversa il fiume Amur collegando la cittadina di Imeni Tel'mana nell'Oblast' autonoma ebraica e la città di Chabarovsk nell'omonimo territorio. La tratta ferroviaria è parte della ferrovia Transiberiana. È stato costruito nel 1999 sostituendo il precedente ponte ferroviario del 1916.

## Storia

### Il ponte ferroviario del 1916

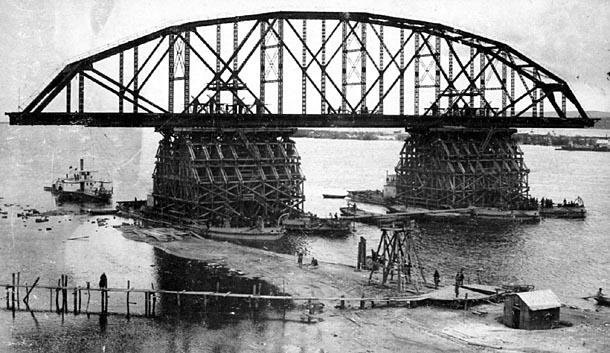
Una delle campate del ponte in costruzione tra il 1913 e il 1916

I primi studi per costruire un ponte ferroviario che attraversasse il fiume Amur nei pressi di Chabarovsk, per permettere alla ferrovia Transiberiana di raggiungere Vladivostok, risalgono alla fine del XIX secolo, ma un vero progetto venne realizzato solo dopo il 1906. Progettisti della struttura furono gli ingegneri russi Lavr Dmitrievich Proskouriakov, ideatore delle capriate delle campate principali, e Grigory Petrovich Peredery, a cui fu affidato il progetto dei cavalcavia di accesso al ponte.
La cerimonia di posa della prima pietra ebbe luogo il 30 luglio 1913. Dal momento che nell'area del ponte il fiume Amur può raggiungere anche i 14 metri di profondità, per la realizzazione delle fondazioni dei piloni vennero utilizzati dei cassoni in legno, cemento armato e metallo, con un sistema simile a quello usato per la costruzione delle torri del ponte di Brooklyn a New York : i cassoni erano chiusi sui lati e in alto e aperti sul fondo, e venivano posti in corrispondenza del punto dove realizzare i piloni del ponte; all'interno dei cassoni veniva pompata aria compressa in modo da impedire all'acqua di entrare, e permettere agli operai all'interno di scavare il terreno fino alla profondità richiesta e successivamente di riempire il cassone con pietre e cemento. I piloni vennero poi rivestiti con pietre di granito e basalto provenienti da vicine cave.

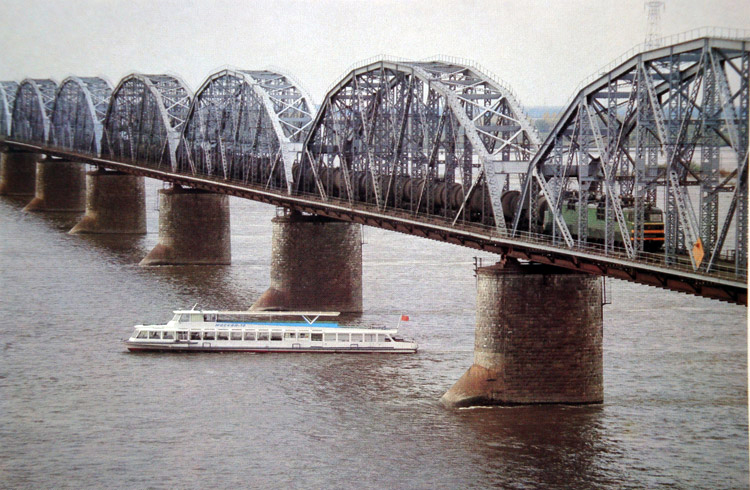
Il vecchio ponte negli anni '70-'80

La struttura portante delle campate doveva invece essere realizzate con capriate ad arco formate da travi in acciaio. I lavori avrebbero dovuto costare 13,5 milioni di rubli, impiegare 5000 lavoratori e durare circa due anni, ma furono rallentati dallo scoppio della prima guerra mondiale. Le travi in acciaio venivano infatti prodotte a Varsavia, in Polonia, dalla fonderia K. Rudzki i S-ka. Erano quindi portate a Odessa e da lì caricate su delle navi che percorrevano il canale di Suez, l'Oceano Indiano e costeggiavano il sud est asiatico per arrivare fino a Vladivostok, e da lì completare il viaggio via ferrovia fino a Chabarovsk. La guerra rallentò la produzione della fonderia polacca, e inoltre nell'autunno del 1914 il piroscafo che trasportava le travi per le ultime due campate venne affondato dall'incrociatore tedesco Emden. Fu quindi necessario ordinare dal Canada una nuova partita di travi.
Il ponte venne aperto al traffico il 5 ottobre 1916, completando così l'ultima tratta della ferrovia Transiberiana. Lungo 2600 metri oltre alle rampe di accesso, era il ponte ferroviario più lungo del continente euro-asiatico. Fu inizialmente battezzato ponte Alekseevskij in onore dello zarevič Aleksej Nikolaevič Romanov, ma già l'anno successivo, in seguito alla deposizione dello zar, la struttura venne ribattezzata semplicemente come ponte sull'Amur o ponte di Chabarovsk. Era anche soprannominato miracolo dell'Amur, per le dimensioni e la velocità con cui venne completato nonostante le difficoltà.

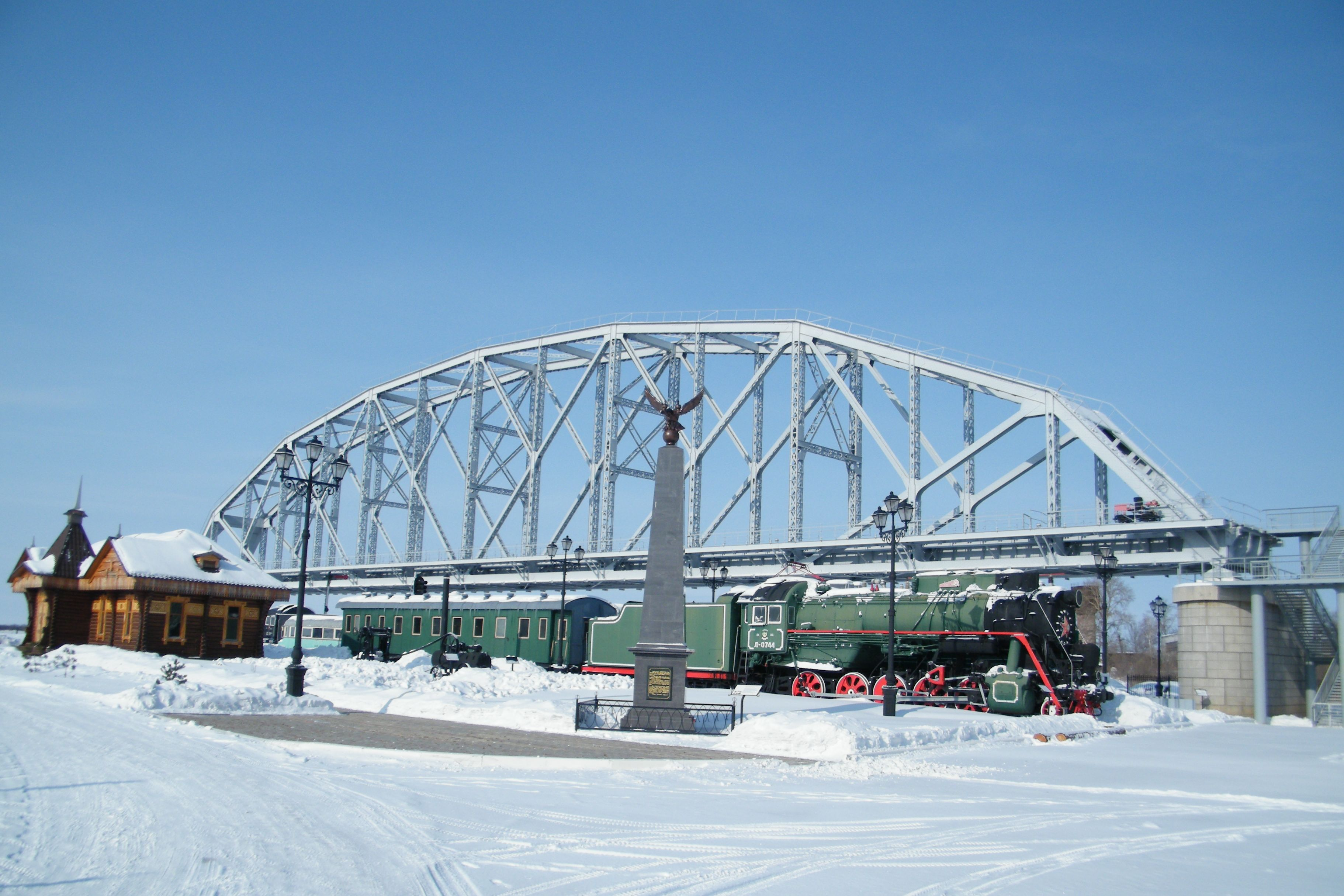
Una delle capriate del vecchio ponte, conservata nel museo sulla costruzione della struttura

Il 5 aprile 1920, durante la guerra civile russa, due delle campate del ponte vennero fatte saltare. La ricostruzione terminò solo il 22 marzo 1925, e nel frattempo il traffico ferroviario continuò su binari temporanei montati sul fiume ghiacciato in inverno e tramite delle chiatte nei mesi più caldi. La navigazione estiva era particolarmente lenta e difficile in quanto le chiatte potevano trasportare solo due vagoni per volta, ed era necessario smontare i treni ed effettuare diversi viaggi per fare attraversare il fiume ad un intero convoglio.

### Il ponte del 1999

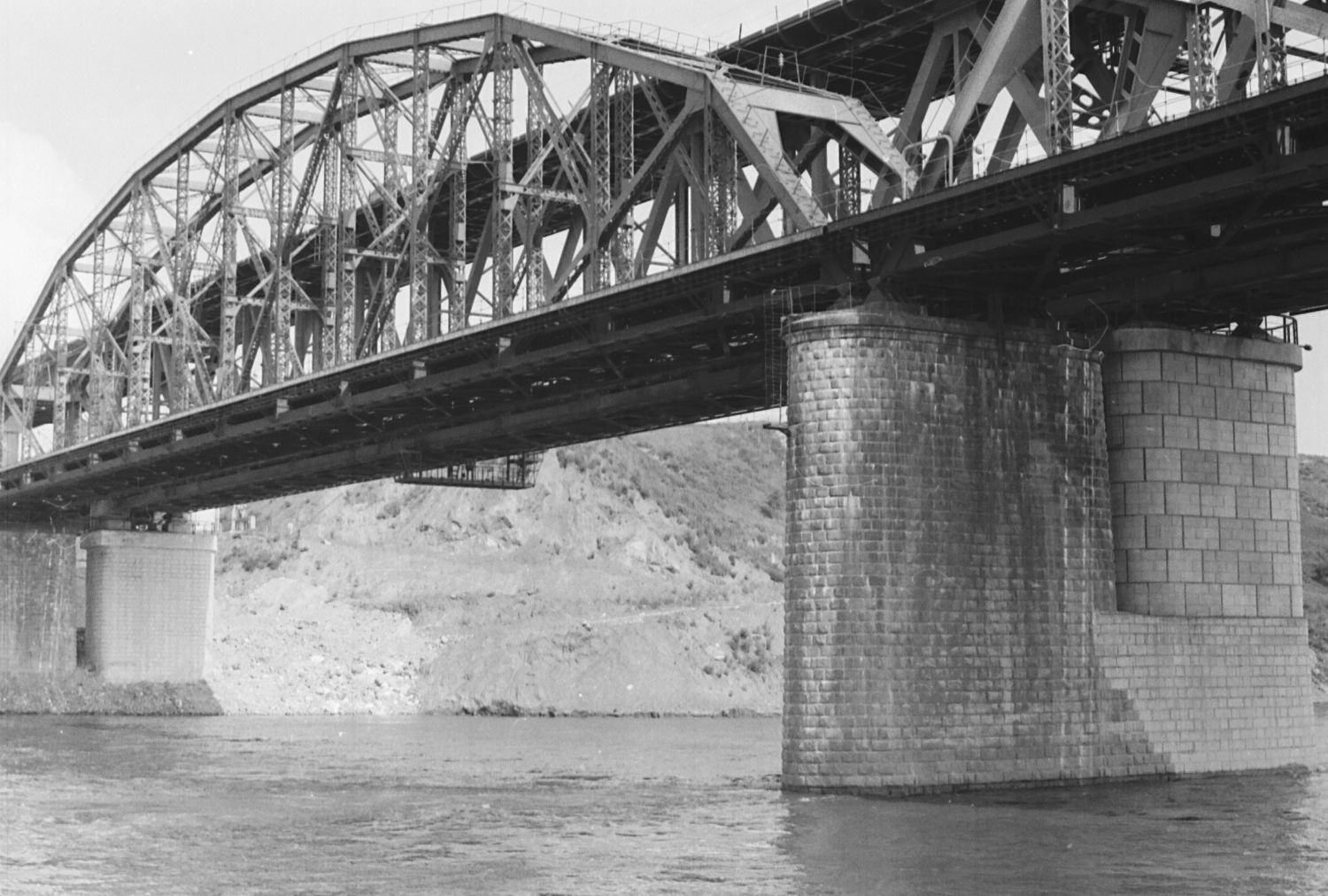
Il vecchio ponte (sulla sinistra) con accanto il nuovo ponte nel 1998

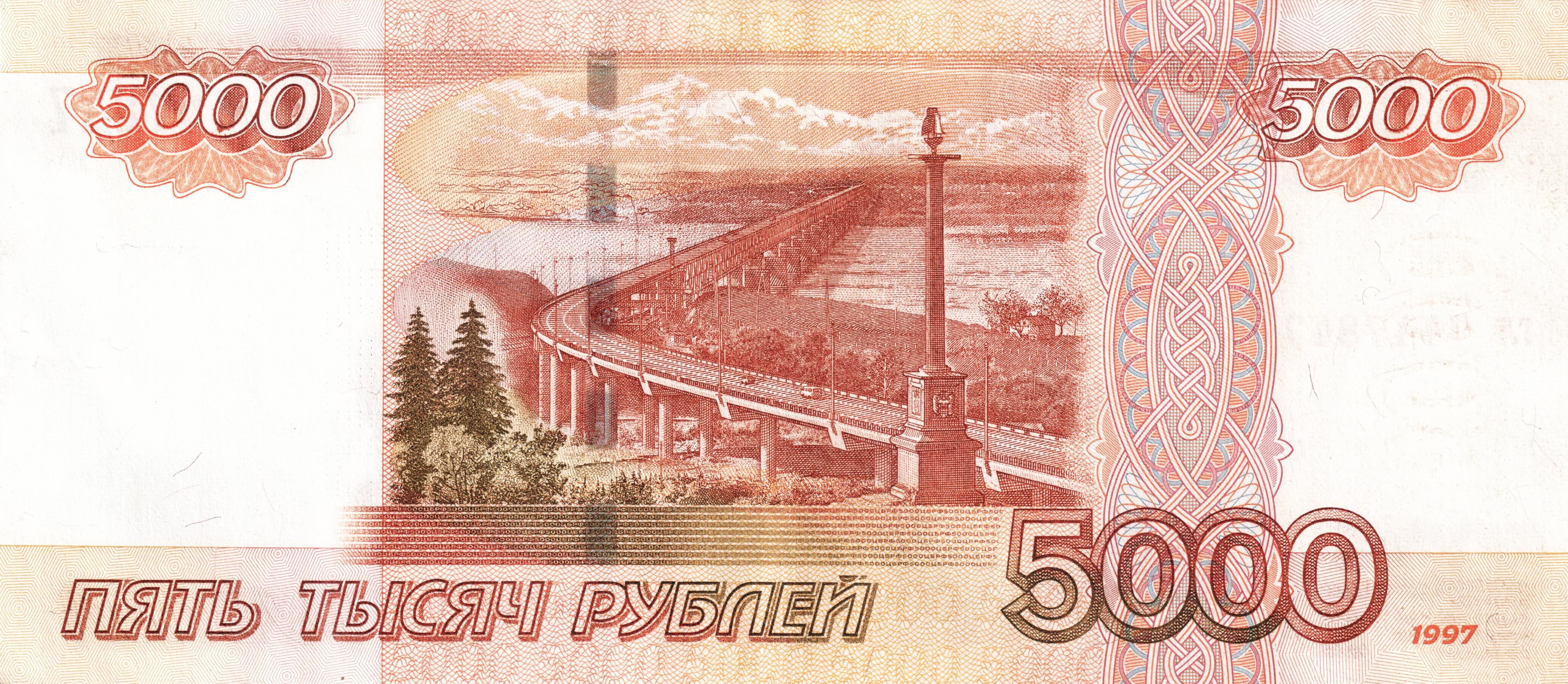
Il nuovo ponte sulla banconota da 5000 rubli

Il ponte, nonostante all'epoca della sua costruzione fosse una struttura all'avanguardia, era stato progettato per treni di 300-400 tonnellate di peso, ma con il passare del decenni il traffico lungo la ferrovia Transiberiana è decisamente aumentato e i convogli ferroviari hanno raggiunto carichi molto maggiori, causando forti sollecitazioni alle capriate metalliche. Negli anni '80 la velocità di transito dei treni sul ponte dovette essere ridotta a 40 chilometri all'ora, e si iniziò a pensare alla costruzione di un nuovo ponte più adatto al traffico moderno.
La costruzione del nuovo ponte ha avuto luogo a partire dal 1991 in fasi successive, in modo da non interrompere la circolazione ferroviaria durante il periodo dei lavori. Inizialmente i piloni originali, ancora in buono stato, sono stati allargati verso monte, in modo da poter costruire sopra di essi una nuova struttura affiancata alla precedente. Il nuovo ponte è stato dotato di due livelli per permettere il traffico sia ferroviario che stradale. La parte ferroviaria è stata aperta nel 1998, mentre quella stradale nel 1999.
Nel 1999 è iniziata la demolizione del vecchio ponte. Al suo posto, a partire dal 2005, è stata costruita una nuova carreggiata ferroviaria, che è entrata in funzione il 7 novembre 2009. In questo modo i treni possono viaggiare contemporaneamente nelle due direzioni. L'ultima fase dei lavori, al 2022 non ancora iniziata, prevede la costruzione di un impalcato stradale anche al di sopra della seconda carreggiata ferroviaria.
Una immagine del ponte è riprodotta sulle banconote da 5000 rubli.

## Descrizione

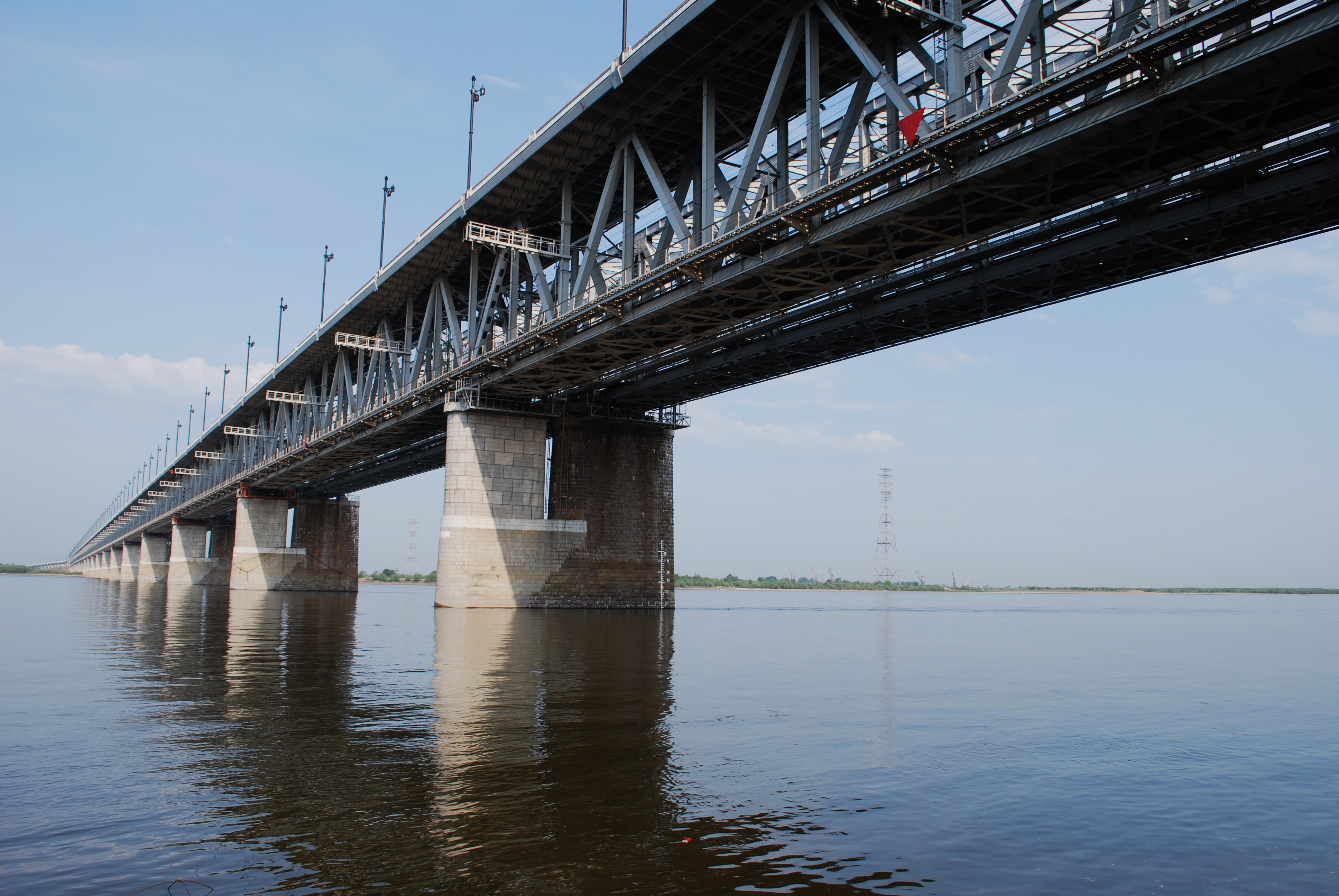
Il nuovo ponte nel 2012, con le due nuove carreggiate ferroviarie

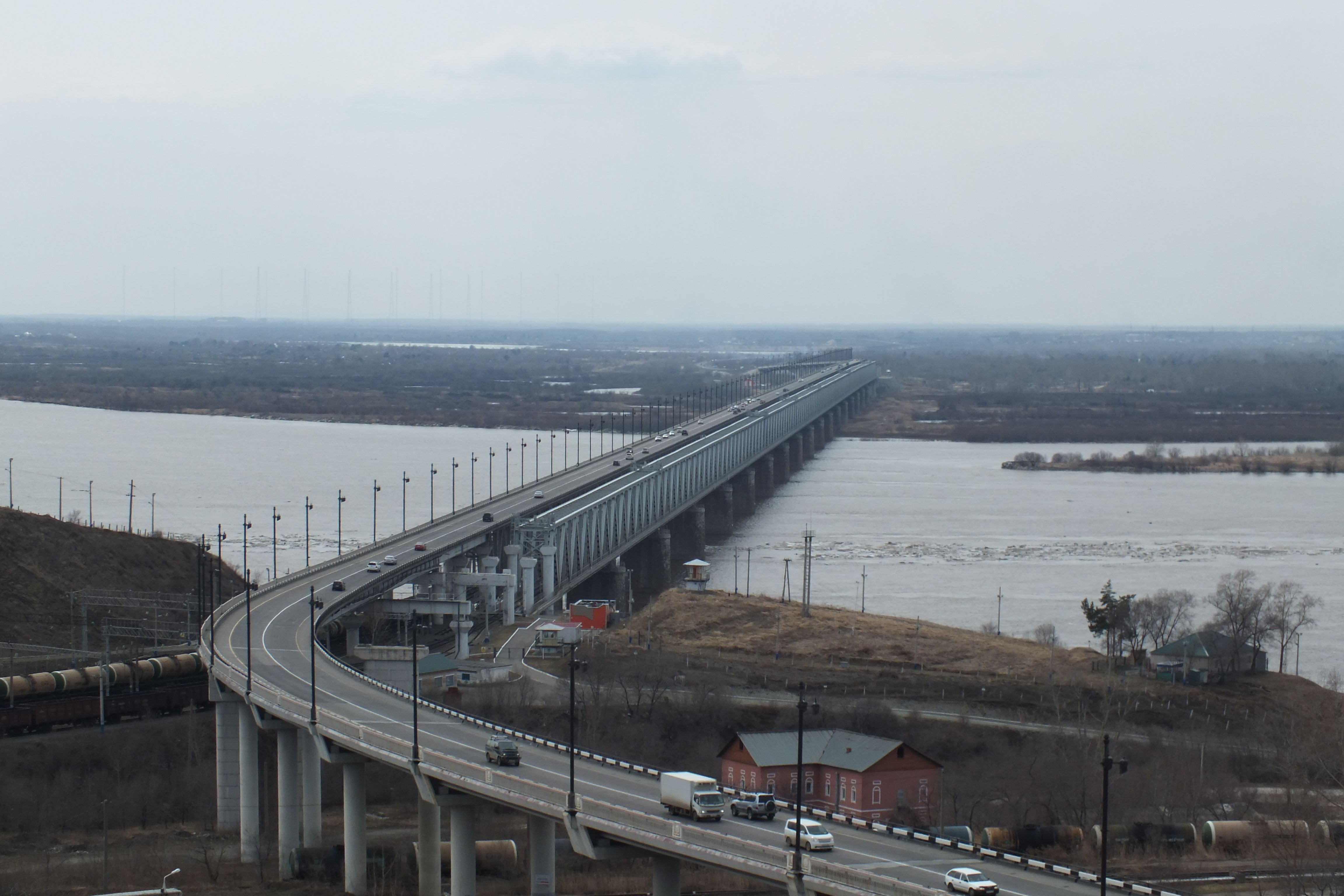
Il nuovo ponte nel 2013

Il ponte di Chabarovsk o ponte sull'Amur, è un ponte stradale e ferroviario che attraversa il fiume Amur in corrispondenza della città di Chabarovsk, situata sulla sponda orientale del fiume, e della cittadina di Imeni Tel'mana sulla sponda opposta. La linea ferroviaria fa parte della ferrovia Transiberiana, mentre la parte stradale è parte dell'autostrada federale Čita-Chabarovsk.
Il ponte originale del 1916 era lungo 2600 metri e composto, nella sua parte centrale, da 18 campate di 127 metri ciascuna poggianti su piloni di calcestruzzo rivestito in pietra. La struttura portante di ogni campata era costituita da una capriata ad arco in travi in acciaio. Ospitava un unico binario ferroviario. Per la sua costruzione vennero utilizzate 17800 tonnellate di acciaio.
Il nuovo ponte, costruito a partire dal 1991, utilizza gli stessi piloni del ponte originale, allargati per permettere la costruzione sopra di essi di una seconda carreggiata. È quindi sempre lungo 2600 metri con 18 campate centrali da 127 metri, a cui vanno aggiunte le rampe di raccordo. Nel complesso la struttura raggiunge quindi la lunghezza di 3900 metri.
Il nuovo ponte è formato da due strutture affiancate. Quella più a sud, verso monte considerando la direzione della corrente del fiume, ha una struttura portante a traliccio metallico e si sviluppa su due livelli: il livello inferiore ospita un singolo binario ferroviario, mentre al piano superiore si trova l'impalcato stradale a due corsie, una per senso di marcia. Prima della sua apertura nel 1999 per poter attraversare il fiume le auto dovevano utilizzare una strada provvisoria sul fiume ghiacciato in inverno oppure essere caricate su traghetti o sui treni nei mesi caldi.
La struttura più a nord, verso valle, è stata costruita tra il 2005 e il 2009 al posto del vecchio ponte. Come il ponte del 1999, ha una struttura portante a traliccio metallico che ospita un binario ferroviario. Il progetto prevede la costruzione anche in questo caso di un secondo livello, destinato al traffico veicolare, che porterà quindi il numero delle carreggiate stradali da 2 a 4.
Diciassette delle capriate metalliche del ponte originale sono state smantellate e vendute come rottami metallici, ma una è stata conservata e posizionata alcune decine di metri a valle rispetto al ponte, sulla sponda destra del fiume, dove nel 2008 è stato allestito un piccolo museo della storia della costruzione del ponte. Oltre alla capriata il museo comprende alcune vecchie locomotive e vagoni ferroviari e la ricostruzione della vecchia stazione ferroviaria in legno.